# Malsch (Rhin-Neckar)
Pour les articles homonymes, voir Malsch.
Malsch est une commune allemande de l'arrondissement de Rhin-Neckar, située dans le Land de Bade-Wurtemberg.